# Biểu đồ Ellingham
Biểu đồ Ellingham là một đồ thị chỉ ra sự phụ thuộc của sự ổn định của các hợp chất vào nhiệt độ. Phân tích này thông thường được sử dụng để lượng giá sự dễ dàng của việc khử các oxit và sulfide kim loại. Các biểu đồ này được Harold Ellingham thiết kế lần đầu tiên năm 1944. Trong luyện kim, biểu đồ Ellingham được sử dụng để dự đoán nhiệt độ cân bằng giữa một kim loại, oxit của nó và oxy — và theo mở rộng là các phản ứng của một kim loại với lưu huỳnh, nitơ và các phi kim khác. Các biểu đồ này là có ích trong dự đoán các điều kiện mà theo đó quặng sẽ bị khử (hoàn nguyên) thành kim loại của nó. Phân tích này về bản chất là nhiệt động lực học và bỏ qua động lực học phản ứng. Vì thế, các quá trình được dự đoán là thuận lợi theo biểu đồ Ellingham vẫn có thể diễn ra chậm chạp.

## Nhiệt động lực học
Các biểu đồ Ellingham là dạng đồ thị cụ thể của nguyên tắc phát biểu rằng tính khả thi nhiệt động lực học của một phản ứng phụ thuộc vào dấu của ΔG – là sự thay đổi của năng lượng Gibbs, bằng ΔH − TΔS, trong đó ΔH là thay đổi enthalpy và ΔS là thay đổi entropy.
Biểu đồ Ellingham vẽ đồ thị thay đổi của năng lượng Gibbs (ΔG) cho mỗi phản ứng oxy hóa như một hàm của nhiệt độ. Để so sánh với các phản ứng khác, tất cả các giá trị của ΔG dẫn chiếu tới phản ứng của cùng một lượng oxy, được một số tác giả lựa chọn là 1 (một) mol O (1⁄2 mol O
2) còn một số các tác giả khác thì lựa chọn 1 (một) mol O
2. Biểu đồ trong bài dẫn chiếu tới 1 mol O
2, vì thế chẳng hạn đường cho phản ứng oxy hóa crom chỉ ra ΔG cho phản ứng 4⁄3 Cr(rắn) + O
2(khí) → 2⁄3 Cr
2O
3(rắn), là 2⁄3 mol của năng lượng Gibbs của sự hình thành ΔGf°(2⁄3 mol Cr
2O
3, rắn).
Trong các khoảng nhiệt độ thông thường hay sử dụng, kim loại và oxit của nó ở trạng thái cô đặc (rắn hoặc lỏng) và oxy là khí với entropy mol lớn hơn nhiều. Để oxy hóa mỗi kim loại, đóng góp chủ yếu vào thay đổi entropy (ΔS) là loại bỏ 1⁄2 mol O
2, vì thế ΔS là âm và xấp xỉ bằng nhau đối với tất cả các kim loại. Độ dốc của các đồ thị {\displaystyle d\Delta G/dT=-\Delta S} vì thế là dương đối với tất cả các kim loại, với ΔG luôn luôn trở nên âm hơn với nhiệt độ thấp hơn, và các đườngcho tất cả các oxit kim loại là gần như song song. Do các phản ứng này là tỏa nhiệt nên chúng luôn luôn trở thành khả thi ở các nhiệt độ thấp hơn. Ở các nhiệt độ đủ cao, dấu của ΔG có thể đảo ngược (nghĩa là trở thành dương) và oxit có thể bị khử tự phát thành kim loại, như chỉ ra đối với Ag và Cu.
Đối với oxy hóa cacbon, đường màu đỏ là sự hình thành của CO: C(rắn) + 1⁄2 O
2(khí) → CO(khí) với sự tăng lên về lượng mol khí, dẫn tới ΔS dương và độ dốc âm. Đường màu xanh lam cho sự hình thành của CO
2 là gần như nằm ngang, do phản ứng C(rắn) + O
2(khí) → CO
2(khí) làm cho số mol khí không thay đổi vì thế ΔS là nhỏ.
Như đối với dự đoán bất kỳ phản ứng hóa học nào thuần túy dựa trên các nền tảng nhiệt động lực học, phản ứng tự phát có thể rất chậm nếu một hoặc một vài giai đoạn trong chuỗi phản ứng có năng lượng hoạt hóa EA rất cao.
Nếu hai kim loại có mặt đồng thời, hai cân bằng cần phải được xem xét. Oxit với ΔG âm hơn sẽ được hình thành trong khi oxit kia sẽ bị khử.

## Các đặc trưng của biểu đồ
1. Các đường cong trong các biểu đồ Ellingham cho sự hình thành của các oxit kim loại về cơ bản là các đường thẳng với độ dốc dương. Độ dốc tỷ lệ thuận với ΔS, gần như là hằng số (nghĩa là gần như không phụ thuộc vào nhiệt độ).
2. Vị trí của đường đồ thị của kim loại trong biểu đồ Ellingham càng thấp thì độ ổn định của oxit của nó càng cao. Chẳng hạn, đường cho Al (oxy hóa nhôm) thấp ơn đường cho Fe (hình thành của Fe
2O
3).
3. Độ ổn định của các oxit kim loại giảm khi nhiệt độ tăng lên. Các oxit rất không ổn định như Ag
2O và HgO dễ dàng bị nhiệt phân hủy.
4. Năng lượng Gibbs của sự hình thành cacbon dioxide (CO
2) là gần như không phụ thuộc nhiệt độ, trong khi đường đồ thị hình thành cacbon monoxit (CO) có độ dốc âm và cắt đường hình thành CO
2 ở gần 700 °C. Theo phản ứng Boudouard, cacbon monoxit là oxit chủ yếu của cacbon ở các nhiệt độ cao hơn (trên 700 °C), và nhiệt độ càng cao hơn (trên 700 °C) thì cacbon là tác nhân khử (chất hoàn nguyên) càng hiệu quả hơn.
5. Nếu các đường cong cho hai kim loại được so sánh ở cùng một mức nhiệt độ thì kim loại với năng lượng Gibbs của sự oxy hóa nằm thấp hơn trên biểu đồ sẽ khử oxit với năng lượng Gibbs của sự hình thành cao hơn. Chẳng hạn, nhôm kim loại có thể khử oxit sắt thành sắt kim loại và bản thân nhôm kim loại bị oxy hóa thành oxit nhôm (Phản ứng này được sử dụng trong nhiệt nhôm.)
6. Khoảng cách giữa hai đường càng lớn thì tính hiệu quả của tác nhân khử tương ứng với đường nằm thấp hơn lại càng cao.
7. Sự giao cắt của hai đường ngụ ý về một cân bằng oxy hóa – khử. Sự khử một oxit bằng một tác nhân khử nhất định là có thể xảy ra ở các nhiệt độ cao hơn nhiệt độ ở điểm giao cắt trong đó đường ΔG của tác nhân khử đó nằm thấp hơn trên biểu đồ so với đường của oxit kim loại cần khử. Tại điểm giao cắt thì thay đổi năng lượng tự do đối với phản ứng bằng 0, dưới nhiệt độ này thì nó là dương và oxit kim loại là ổn định trong sự có mặt của tác nhân khử, trong khi trên nhiệt độ này thì năng lượng Gibbs là âm và oxit có thể bị khử.

### Tác nhân khử
Trong các quy trình công nghiệp, sự khử các oxit kim loại thông thường được thực hiện bằng phản ứng nhiệt cacbon với việc sử dụng cacbon làm tác nhân khử. Cacbon có sẵn tương đối rẻ tiền như than có thể chế biến thành than cốc. Khi phản ứng với oxy, cacbon tạo thành các oxit dạng khí như cacbon monoxit và cacbon dioxide, vì thế nhiệt động lực học của sự oxy hóa nó là khác biệt với sự oxy hóa các kim loại: sự oxy hóa nó có ΔG âm hơn khi nhiệt độ tăng lên (trên 700 °C). Vì thế, cacbon có thể đóng vai trò như là một tác nhân khử. Sử dụng tính chất này, sự khử các oxit kim loại có thể được thực hiện như là phản ứng oxy hóa khử kép ở nhiệt độ tương đối thấp.

## Sử dụng biểu đồ Ellingham
Ứng dụng chính của biểu đồ Ellingham là trong công nghiệp luyện kim khai khoáng, trong đó nó giúp người ta lựa chọn tác nhân khử tốt nhất cho từng loại quặng khác nhau trong quy trình trích ly, tinh chế và tạo mác trong sản xuất thép. Nó cũng hỗ trợ để chỉ dẫn quá trình tinh chế các kim loại, đặc biệt là trong việc loại bỏ các nguyên tố dấu vết. Quá trình khử trực tiếp trong sản xuất sắt thép (như sản xuất sắt xốp) dựa vào sự chỉ dẫn của các biểu đồ Ellingham, trong đó chỉ ra rằng chỉ một mình hydro cũng có thể khử các oxit sắt thành sắt kim loại.

### Tác nhân khử đối với hematit
Trong nấu luyện quặng sắt, hematit bị khử ở phần trên của lò cao, nơi nhiệt độ trong khoảng 600 – 700 °C. Biểu đồ Ellingham chỉ ra rằng trong khoảng nhiệt độ này thì cacbon monoxit phản ứng như một tác nhân khử mạnh hơn cacbon, do quá trình
2 CO + O
2 → 2 CO
2
có thay đổi năng lượng tự do âm hơn so với quá trình:
2 C + O
2 → 2 CO.
Trong phần trên của lò cao, hematit bị khử bởi CO (được tạo ra từ oxy hóa than cốc ở phía dưới, nơi có nhiệt độ cao hơn) ngay cả khi có sự hiện diện của cacbon – mặc dù điều này chủ yếu bởi vì động lực học của CO dạng khí phản ứng với quặng là tốt hơn.

### Tác nhân khử cho oxit crom
Đường cong biểu đồ Ellingham cho phản ứng 2C(rắn) + O
2(khí) → 2CO(khí) dốc xuống và khi nhiệt độ tăng lên sẽ dần dần nằm thấp hơn các đường cong cho mọi kim loại. Vì thế, theo logic thông thường thì cacbon có thể dùng làm tác nhân khử cho mọi oxit kim loại ở các nhiệt độ rất cao.Nhưng crom hình thành ở các nhiệt độ này lại phản ứng với cacbon để tạo ra carbide của nó – như Cr
23C
6, tạo ra các tính chất không mong muốn đối với crom kim loại thu được. Do đó, đối với phản ứng khử crom oxit ở nhiệt độ cao thì cacbon không thể được sử dụng.

### Quá trình nhiệt nhôm

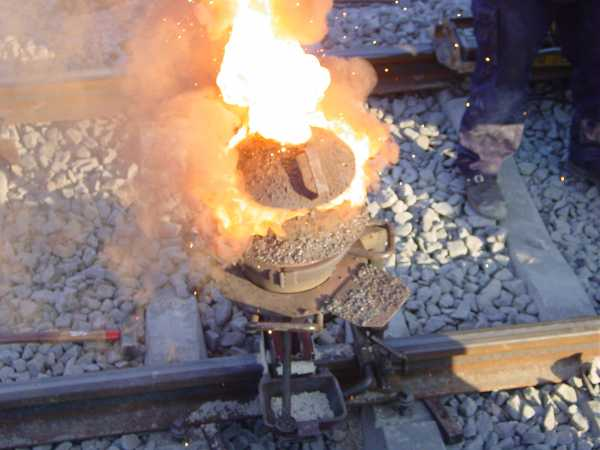
Phản ứng nhiệt nhôm được thực hiện để hàn đường ray. Ngay sau khi phản ứng diễn ra, sắt lỏng chảy vào khuôn bao quanh khe hở giữa các thanh ray.

Đường cong Ellingham đối với nhôm nằm dưới các đường cong của phần lớn các kim loại như crom, sắt v.v... Thực tế này chỉ ra rằng nhôm có thể sử dụng làm tác nhân khử đối với các oxit của các kim loại này. Kết quả này được minh họa như sau:
Năng lượng tự do của sự hình thành crom(III) oxit và nhôm oxit trên mol oxy tiêu thụ tương ứng là -541 kJ và -827 kJ. Các quá trình là:
4⁄3 Cr(rắn) + O
2(khí) → 2⁄3 Cr
2O
3 1
4⁄3 Al(rắn) + O
2(khí) → 2⁄3 Al
2O
3 2
Giản lược từ hai phương trình này là:
2⁄3 Cr
2O
3(rắn) + 4⁄3 Al(rắn) → 2⁄3 Al
2O
3 + 4⁄3 Cr 3
{\displaystyle {\ce {\Delta G^0 = -287 kJ}}}
Do nhôm oxit là ổn định hơn crom oxit (ít nhất là ở các mức nhiệt độ thông thường, và trên thực tế là trong toàn bộ khoảng nhiệt độ cho tới khi phân hủy các oxit này) và thay đổi năng lượng Gibbs là âm nên nhôm có thể khử crom oxit.
Trong hỏa luyện kim, nhôm được sử dụng như là tác nhân khử trong quá trình nhiệt nhôm để trích ly crom và mangan bằng cách khử các oxit của chúng. Trong sản xuất ferocrom thấp cacbon thì một trong các phương pháp có thể được sử dụng là nhiệt nhôm.

## Mở rộng cho các phản ứng pha khí khác
Khái niệm vẽ đồ thị năng lượng tự do của phản ứng của các nguyên tố khác nhau với một chất tham gia phản ứng ở pha khí có thể được mở rộng ra ngoài các phản ứng oxy hóa. Bài báo của Ellingham nói rõ về sự khử của cả oxy và lưu huỳnh bằng các quy trình luyện kim, và đoán trước sự sử dụng những biểu đồ như vậy cho các hợp chất khác, bao gồm các chloride, carbide và sulfat. Khái niệm này nói chung là có ích trong nghiên cứu độ ổn định có thể so sánh của các hợp chất thông qua một khoảng áp suất thành phần và nhiệt độ. Sự tao lập biểu đồ Ellingham là đặc biệt hữu ích khi nghiên cứu độ ổn định của các hợp chất khi có mặt của tác nhân khử. Hiện nay, các biểu đồ Ellingham có sẵn đối với các bromide, chloride, fluoride, hydride, iodide, nitride, oxit, sulfide, selenide và tellurua.